# Quatrecht
Quatrecht (en néerlandais : Kwatrecht) est un village de la province belge de Flandre-Orientale. Le village est situé près de l'Escaut et se trouve principalement dans la commune de Wetteren, à la frontière avec Melle. En 2022, le village comptait 1 965 habitants.